# Шверин (дворац)
Дворац Шверин налази се у граду Шверину, престоници немачке савезне државе Мекленбург-Западна Померанија. Налази се у централном делу језера.
Годинама је замак био дом војвода и великих војвода од Мекленбурга, а касније и великог војводства Мекленбург-Шверин.
Сматра се једним од најзначајнијих дела романтичног историцизма у Европи и био је номинован да постане део Светске баштине. Често га зову и “Нојшванштајн севера”.
Тренутна палата изграђена је између 1845. и 1857, као дело познатих историцистичких архитеката Готфрида Земпера, Фридриха Августина Стилера, Георга Адолфа Демлера и Ернеста Фридриха Звирнера.

## Историја замка
Дворац Шверин саграђен је 1587. године. Међутим, постоје нацрти још из 965. године за утврђење на средини језера за које историчари верују да се налази у данашњем Шверину, али је тек 1160. уследило оснивање града и поновна изградња утврђења које је данас познато као Шверински замак.
Први записи о дворцу на овој локацији датирају из 973. године. У то време, ту се налазило утврђење Бодрића, племена Полапских Словена.
Године 1160, замак је постао мета германске властеле који су хтели да прошире своју територију на исток, под вођством Хајнриха Лава (1129–1195). Оборити су под вођством Никлота уништили тврђаву, али су морали да је напусте због германске војне надмоћи.
Међутим, Германи су препознали стратешки и естетски занимљиву локацију острва и започели поновну изградњу замка. Темељ Шверина постављен је исте године. После завршене изградње, дворац је постао седиште бискупије.
1167. Хенри је дао округ Шверин свом вазалу Ганзелину фон Хагену, тако да је остатак земље око града био враћен Никлотовом сину, Прибиславу, формирајући тада војводску наследну линију која је трајала све до 1918. године.
1358. године је град Шверин продат Никлотовим наследницима, који је био уздигнут у ранг кнежевине Мекленбург 1348. године. Ускоро су резиденцију преместили у унутрашњост Мекленбурга, у Визмар. Током готичке ере, раст просперитета и положаја кнезова растао је, па се јавила потреба за репрезентативним дворцем, а то је значило архитектонске промене на тврђави. Бискупска кућа из тог периода остала је нетакнута.
Под владавином кнеза Јохана Албрехта I (1525–1576) зграда је претрпела значајне промене. Замак је постао палата и одбрамбена функционалност замка замењена је орнаментиком и концесијом комфора. Употреба теракоте током ренесансе била је доминантна у архитектури Северне Немачке, а Шверин је теракоту набављао из Либека.
Неколико година након реновирања саме зграде, од 1560. до 1563, Јохан Албрехт обновио је и капелу палате. Она је постала прва нова протестантска црква у држави. Архитектура је инспирисана црквама у Торгауу и Дрездену. Венецијанску ренесансну капију, са својим забатом на ком је приказано ношење крста, израдио је Ханс Валтер (1526–1600), вајар из Дрездена. Прозори на северној страни украшени су библијским илустрацијама познатог холандског уметника Вилем ван дер Брок (1530–1580).
Као војводска резиденција била је потребна додатна одбрана, тако да су, негде средином 16. века, изграђена упоришта на северозападу, југозападу и југоистоку. Вероватно су изграђена од стране истих италијанских архитекта који су, под Франческом Борноом, такође градили и у Демицу. Упоришта су касније модификована неколико пута и још и данас постоје.
Пре тридесетогодишњег рата, архитекта Герт Еверт Пилут, који је ушао у Мекленбург службу 1612, направио је планове да потпуно реновира палату у стилу холандске ренесансе. 1617, рад је почео под његовим надзором, али је ускоро морао да се прекине због рата. Пилутови планови су делимично реализовани између 1635. и 1643: део изнад дворске кухиње и онај изнад капеле били су срушени и фасада је изграђена у стилу низоземске ренесансе.
У овом периоду, полудрвена грађевина је конструисана близу капеле код одаје са кнежевским сликама. Такође је у ово време саграђен и Чајни павиљон.
Године 1837. резиденција је поново враћена у Шверин, али зграда је била у релативно лошем стању, али Велики Војвода није волео неусаглашено порекло појединачних зграда и архитектонских стилова.
Велики Војвода Фридрих (1800–1842) је наложио архитекти Георгу Адолфу Демлеру да преуреди палату. Међутим, неколико месеци касније, изграднњу је зауставио његов наследник, Фридрих Франц II, који је желео да потпуно реконструише целу историјску локацију. Само неки делови који датирају из 16. и 17. века су остали сачувани.
Дрезденски архитекта Готфрид Земпер и Берлински архитекта Фридрих Августин Стилер нису могли да убеде војводу у своје планове. Уместо тога, Демлер је укључио елементе обојице у свој план, а инспирацију је нашао у француским ренесансним замковима. Дворац је постао најцењеније ремек-дело студента Карла Фридриха Шинкела. Такође је израдио план зграде владе 1825-1826, која представља данашњу Државну канцеларију. Ренесансни замкови на обали Лоаре (попут Шамбора) инспирисали су га и допринели изградњи у периоду од 1843. до 1851. Његов наследник, Стилер, поново је направио неке измене, које су укључивале рад на коњичкој статуа Никлота и на куполи. Хајнрих Страк из Берлина био је одабран за уређивање ентеријера. Већину радова обавили су мајстори из Шверина и Берлина.
У децембру 1913. пожар је уништио око трећину палате. Само спољашња реконструкција је била завршена када је револуција из 1918. натерала великог војводу да абдицира. Дворац је касније постао музеј и 1948. седиште државног парламента. Демократска Република Немачка је користила палату као колеџ за васпитаче од 1952. до 1981. Онда је поново била музеј до 1993. године
Од краја 1990, био је још једном седиште владе. Од тада је масовно кренуло његово очување и реновирање. Већина радова је завршено до 2014.

## Изглед
Најбоље архитекте тог времена су биле укључене у његову реконструкцију, а епилог тог рада су: 653 собе са мозаичним подовима, изузетним резбаријама, позлатом и штуко радом на плафонима. Соба отпора је краљевска соба са стубовима направљеним од Карара мермера и вратима од кованог гвожђа са позлатом. Затим, ту је галерија са сликама предака, трпезарија са ламперијом и соба са калота плафоном, која је осмишљена као затворена башта која пружа поглед на језеро. Изузетна колекција порцелана и концертна дворана чине овај замак још занимљивијим. Око замка се налазе барокне баште и бајковити вртови, Државни музеј, славолук победе, Стара палата, краљевска коњушарница и класицистичка Државна канцеларија.

## Галерија
- Шревин палата са својом баштом, поглед са југа
- Поглед спреда
- Дворац Шверин 1
- Дворац Шверин 2
- Део ентеријера дворца 1
- Део ентеријера дворца 2
- Део ентеријера са галеријом слика предака